# Ernst Dernburg
Ernst Dernburg (* 4. April 1887 in Halle (Saale); † 4. Juli 1960 in Berlin; eigentlich Erich Wilhelm Franz Hermann Calow) war ein deutscher Schauspieler.

## Leben
Ernst Dernburg studierte Literatur- sowie Theatergeschichte und schloss mit einer Promotion ab. Er stand 1913 am Königlichen Schauspielhaus in Potsdam in dem Stück Die Journalisten von Gustav Freytag erstmals auf der Bühne.
Er wirkte dann am Stadttheater Posen und von 1915 bis 1919 am Stadttheater Bremen. Von 1919 bis 1923 hatte er ein Engagement an den Meinhardt-Bernauer-Bühnen in Berlin. 1923/24 war er an den Münchner Kammerspielen zu sehen, danach an verschiedenen Bühnen in Berlin.
Ernst Dernburg wirkte bereits seit Ende der 1910er Jahre an Stummfilmen mit. Besonders in den zwanziger und dreißiger Jahren spielte er zahlreiche Nebenrollen, unter anderem in Der Hauptmann von Köpenick. Dernburg betätigte sich auch seit 1920 als Beisitzer im Bühnen-Oberschiedsgericht und als Landes-Arbeitsrichter in der Künstlerkammer des Landesarbeitsgerichtes. Dernburg stand 1944 in der Gottbegnadeten-Liste des Reichsministeriums für Volksaufklärung und Propaganda.
Seine Grabstätte befindet sich auf dem Friedhof Grunewald.

## Filmografie (Auswahl)
- 1918: Das Opfer
- 1919: Die lebende Tote
- 1919: Die glühende Kammer
- 1919: Die Sumpfhanne
- 1919: Eine schwache Stunde
- 1920: Dämon Blut
- 1920: Das Medaillon der Lady Sington
- 1920: Der Dämon von Kolno
- 1920: Der fliegende Tod
- 1920: Der Kammersänger
- 1920: Der Mann in der Falle
- 1920: Der Todfeind
- 1920: Die Schreckensnacht auf Schloss Drachenegg
- 1920: Die Tänzerin Marion
- 1920: Eine Frau mit Vergangenheit
- 1920: Indische Rache
- 1920: Madame X und die schwarze Hand
- 1920: Die Marchesa d’Armiani
- 1921: Die Flucht aus dem goldenen Kerker
- 1921: Der Flug in den Tod
- 1921: Die Diamantenkonkurrenz
- 1921: Die Diktatur der Liebe
- 1922: Hanneles Himmelfahrt
- 1922: Wenn die Maske fällt
- 1922: Der Liebesroman des Cesare Ubaldi
- 1922: Versunkene Welten
- 1923: I.N.R.I.
- 1923: Der zweite Schuss
- 1925: Die eiserne Braut
- 1925: Die Königsgrenadiere
- 1927: Ihr letztes Liebesabenteuer
- 1930: Das Rheinlandmädel
- 1930: Der Tiger
- 1930: Das Flötenkonzert von Sans-souci
- 1931: Der Hauptmann von Köpenick
- 1931: Die Frau von der man spricht
- 1931: 1914, die letzten Tage vor dem Weltbrand
- 1932: Die unsichtbare Front
- 1934: Zwischen zwei Herzen
- 1936: Die Lokomotivenbraut
- 1937: Togger
- 1937: Vor Liebe wird gewarnt
- 1937: Karussell
- 1937: Der Unwiderstehliche
- 1938: Tanz auf dem Vulkan
- 1938: Schüsse in Kabine 7
- 1938: Pour le Merite
- 1938/50: Preußische Liebesgeschichte
- 1939: D III 88
- 1939: Robert Koch, der Bekämpfer des Todes
- 1940: Stern von Rio
- 1940: Der dunkle Punkt
- 1940/42: Der große König
- 1941: Friedemann Bach
- 1941: Was geschah in dieser Nacht?
- 1942: Die Entlassung
- 1942: Rembrandt
- 1942: Hochzeit auf Bärenhof
- 1943: Großstadtmelodie
- 1943: Ein schöner Tag
- 1944: Der Täter ist unter uns
- 1944: Melusine
- 1944/48: Frech und verliebt
- 1945: Shiva und die Galgenblume (unvollendet)
- 1952: Mein Herz darfst Du nicht fragen